# Ейское Укрепление
Е́йское Укрепле́ние — село в Щербиновском районе Краснодарского края, образует Ейскоукрепленское сельское поселение, являясь его административным центром.
Численность населения — 1988 (2023).

## География
Село расположено в степной зоне, на восточном берегу Ейского лимана при впадении в него Еи, в 10 км севернее районного центра станицы Старощербиновская и в 25 км восточнее Ейска.

## История
Укрепление Ейский городок (известно также как Шагин-Гирейский городок, Ейский редут, Ейская крепость, Шагингиреевский базар) основано в 1774 году — это старейшее российское поселение южного Приазовья. Оно было основано как ставка поддерживаемого Россией претендента на крымский престол Шахина Гирея. Население составили ногайцы, крымские татары, армяне, русский гарнизон. Укрепление использовалось как зимовка для гарнизонов редутов по реке Кубань, созданных под руководством Суворова.
В 1792 году в Ейское укрепление прибыли три полка конницы и два полка пехоты Черноморского казачьего войска под руководством атамана Чепеги (вторая часть черноморцев высадилась в районе Тамани), затем расселившиеся южнее по Кубано-Приазовской низменности, положив начало славянской колонизации региона.
В конце XIX века Ейское укрепление являлось местечком Ростовского округа области Войска Донского, в 109 вёрстах к юго-западу от окружного города. В местечке проживало 5311 жителей, имелось 784 двора, православная церковь, церковно-приходская школа. Жители преимущественно работали в рыбопромышленности. Ежегодно проводилась ярмарка, на которой торговали на сумму до 250000 рублей.
До 1920 года село входило в Ростовский отдел Области Войска Донского.
В 1934—1953 годах Ейское Укрепление было центром Лиманского района.

## Население
| 1939  | 2002  | 2010  | 2012  | 2013  | 2014  |
| ----- | ----- | ----- | ----- | ----- | ----- |
| 3034  | ↘2298 | ↘2203 | ↘2189 | ↘2175 | ↘2144 |
| 2015  | 2016  | 2017  | 2018  | 2019  | 2020  |
| ↘2137 | ↘2115 | ↘2071 | ↗2076 | ↗2087 | ↘2075 |
| 2021  | 2023  |       |       |       |       |
| ↘2030 | ↘1988 |       |       |       |       |